# 越南大麂
越南大麂（Muntiacus vuquangensis）是一種麂。牠們是於1994年在越南的河靜縣羽光國家公園及老撾中部發現。
越南大麂是體型最大的麂，也是體型中等的鹿，與赤麂是近親。

## 外部連結
- Giant Muntjac, WWF Indochina.
- Animal Info - Giant Muntjac （页面存档备份，存于）